# Deltové jezero
Deltové jezero - druh fluviálního jezera, jež se vyskytuje v říčních deltách. Vzniká mezi břehovými valy, které ho oddělují od koryt jednotlivých ramen delty. Pro tato jezera je typická malá hloubka. Často postupně zarůstají. Břehy jsou nízké a bahnité.

## Příklady
- delta Odry - Dąbie
- delta Visly - Druzno
- delta Dunaje - Razelm
- delta Nilu - Marjut